# دمیترو پیدوبنی
دمیترو پیدوبنی (اوکراینی: Дмитро Ігорович Піддубний؛ زادهٔ ۱۵ ژانویهٔ ۲۰۰۰) بازیکن فوتبال اهل اوکراین است.